# Alfred Huth (Komponist)

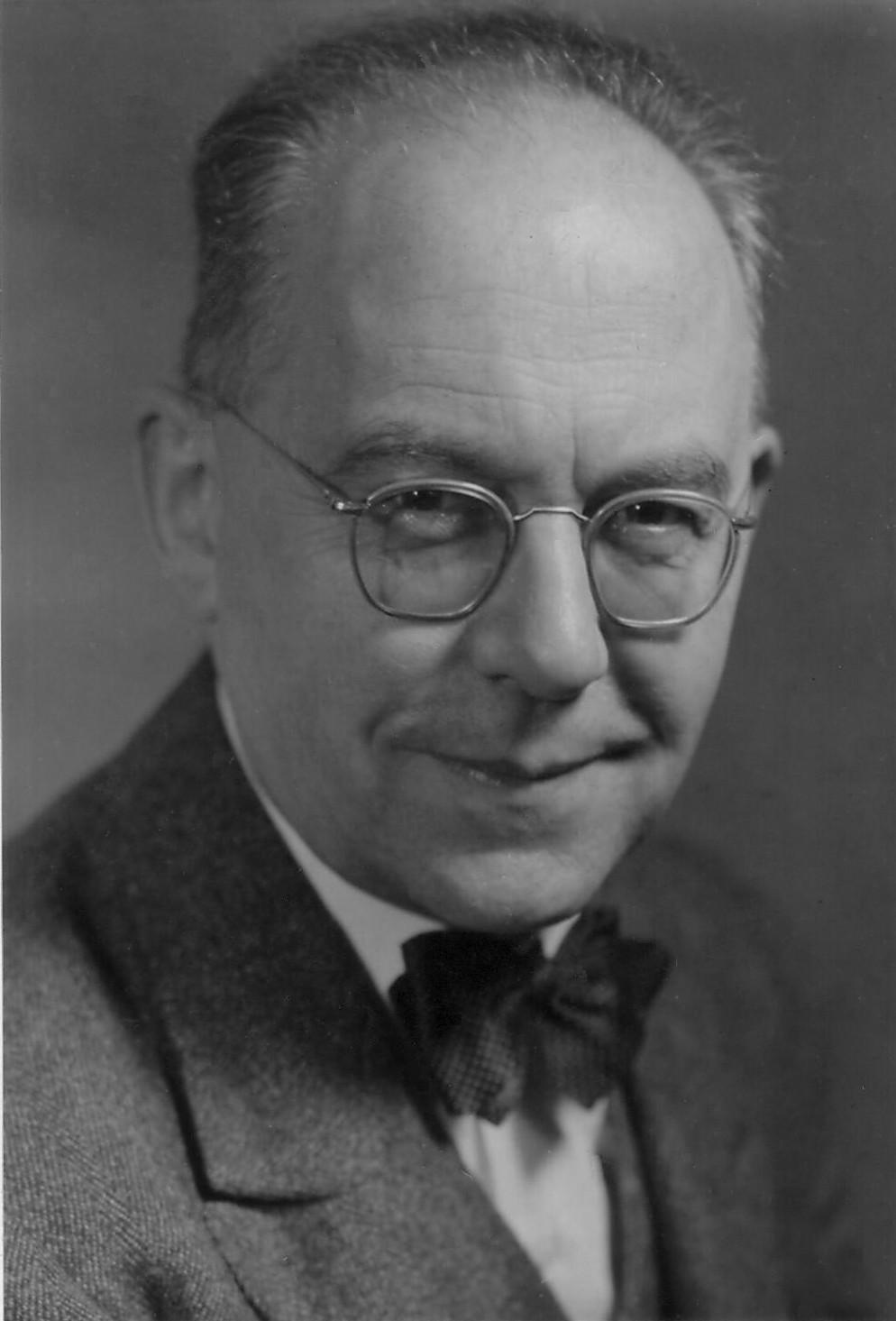
Alfred Huth (1892–1971)

Alfred August Adolph Huth (* 31. August 1892 in Herborn; † 6. September 1971 in Glückstadt) war ein deutscher Komponist, Organist und Chorleiter.

## Leben und Werk
Alfred August Huth wurde als zweiter von drei Söhnen des Berleburger Seminarmusiklehrers, Pianisten, Organisten und Komponisten Christian Heinrich Julius Huth und seiner Ehefrau Anna Henriette, geb. Rupp in Herborn (Hessen) geboren. 1895 siedelte die Familie nach Hadersleben (heute Haderslev, Dänemark) über, wo Alfred Huth seine Kindheit und Jugend verbrachte. Nach der schulischen Ausbildung in Hadersleben, Heide und Flensburg nahm er als Soldat am Ersten Weltkrieg teil und studierte sodann Orgelspiel bei Carl Breidenstein sowie Formenlehre und Kontrapunkt bei Bernhard Sekles an Dr. Hoch’s Konservatorium in Frankfurt am Main. Zu den Bekanntschaften aus seiner Frankfurter Zeit zählen Paul Hindemith und Ottmar Gerster, mit denen er etwa die Donaueschinger Kammermusikaufführungen zur Förderung zeitgenössischer Tonkunst besuchte und hier mit aktuellen kompositorischen Strömungen in Berührung kam. Nach dem Studium kehrte Alfred Huth in seine mittlerweile durch eine Volksabstimmung des Jahres 1920 dänisch gewordene Heimat zurück. 1923 wurde er Organist in Løgumkloster, arbeitete nebenbei als privater Klavierlehrer und übernahm die Leitung mehrerer Chorvereinigungen, so etwa 1927 diejenige des Männergesangvereins in Tønder. Im Jahre 1928 gründete er die Nordschleswigsche Musikvereinigung, in der sich Musik- und Chorvereine der Region zusammenschlossen und die 1935 in den Bund für deutsche Kultur (nicht zu verwechseln mit dem Kampfbund für deutsche Kultur) überging.
In den 1920er bis 1940er Jahren hat Alfred Huth insgesamt 73 Opuszahlen vergeben, mehrere davon doppelt (siehe opp. 31, 33, 62 und 70). Dabei zeugen einige gewichtige Orchesterwerke von den hohen Ambitionen des Komponisten: Das Kammerkonzert BACH für Klavier und Streicher op. 16 (1924) und die Musik für kleines Orchester op. 18 aus dem Jahre 1925 mit dem Titel Himmel und Hölle auf der Landstraße bilden den Ausgangspunkt einer Entwicklung, welche in den drei großangelegten Symphonien aus den Jahren 1928, 1929 und 1932 gipfelt. Den Höhepunkt in diesem Zusammenhang stellt die 1930 durchgeführte erfolgreiche Aufführung der Ersten Symphonie op. 28 in Berlin durch das Berliner Sinfonie-Orchester unter Helmuth Thierfelder dar. Uraufgeführt wurde sie jedoch, wie auch viele andere Chor- und Orchesterwerke des Komponisten aus jener Zeit, durch das Flensburger Orchester unter der Leitung des dort ansässigen Musikdirektors Kurt Barth. Parallel zu dieser Entwicklung schreibt der Komponist eine große Anzahl von geistlichen Werken. Aus der Arbeit als Kirchenmusiker entstehen neben Choralvorspielen und Solowerken für Orgel auch Oratorien und viele Kantaten für Soli, Chor und Orchester (oder Orgel), darunter die häufig aufgeführten liturgischen Gottesdienste Der Adventskreis op. 31a (1928) und Die Heilandsklage op. 31b (1929), beide nach Texten des katholischen Theologen Romano Guardini.
Zum 1. Dezember 1932 trat Alfred Huth der NSDAP bei (Mitgliedsnummer 1.328.237). Im Zweiten Weltkrieg hatte er – nach der Besetzung Dänemarks durch die Wehrmacht am 9. April 1940 – Aufgaben in der Truppenbetreuung deutscher Soldaten mit kulturellen Angeboten wie Konzertveranstaltungen und Vorträgen inne. 1942 erhielt er den Gaukulturpreis von Schleswig-Holstein.
Im Mai 1945 wurde Alfred Huth im Gefolge der Inhaftierung deutscher Staatsangehöriger in Dänemark in Untersuchungshaft genommen, nach deren Beendigung er ohne Anklage im Zuge der Ausweisung deutscher und japanischer Staatsangehöriger das Land verlassen musste. Auch der Pastor der deutschen Gemeinde in Haderslev war aus Dänemark ausgewiesen worden. Er hatte an der Stadtkirche in Glückstadt ein neues Amt gefunden und setzte sich dafür ein, dass Alfred Huth ihm 1947 dorthin folgen konnte.
Glückstadt wurde ihm zu einer neuen Heimat. Er erweiterte die Kantorei um einen Kinder- und Jugendchor und führte mit ihr bis zu seiner Pensionierung, gelegentlich in Zusammenarbeit mit dem gemischten Chor „Concordia“ aus Elmshorn, auch größere Werke der Kirchenmusik auf. Darüber hinaus leitete er eine Reihe von weltlichen Chören.
In Glückstadt sind keine reinen Orchesterwerke mehr entstanden. Vielmehr lässt sich – entsprechend dem allgemeinen wie persönlich-biographischen Neubeginn nach dem Zweiten Weltkrieg – in vielen Werken dieser Jahre eine wesentliche Konzentration der kompositorischen Mittel und Techniken erkennen: Sein Instrumentalschaffen tendiert hier eher zu kammermusikalischen oder solistischen Besetzungen mit kleineren, häufig kontrapunktisch gearbeiteten Formen. Äußere Anzeichen dieses Wandels sind das Fehlen von Opuszahlen sowie die Neugründung bereits in der früheren Schaffensphase begonnener Werkreihen (vgl. z. B. Drei Sonatinen für Klavier op. 21 (1930) mit der Sonatine Nr. 1 für Klavier (1951)). Auch der Orchestersatz in größeren vokalen Gattungen wie Oratorium und Oper ist klarer und durchsichtiger gestaltet. Als wichtige Werke der Glückstädter Zeit können die Kantate Wenn die Seele Abschied nimmt für Soli, Chor und Orchester nach Worten aus der altrussischen Liturgie (1955), das Oratorium Die Schöpfung (1965) sowie die überaus beliebten Fiedellieder für gem. Chor und Klavier zu vier Händen (1965) gelten.
Alfred Huth verstarb am 6. September 1971 im Alter von 79 Jahren in Glückstadt.

## Werke

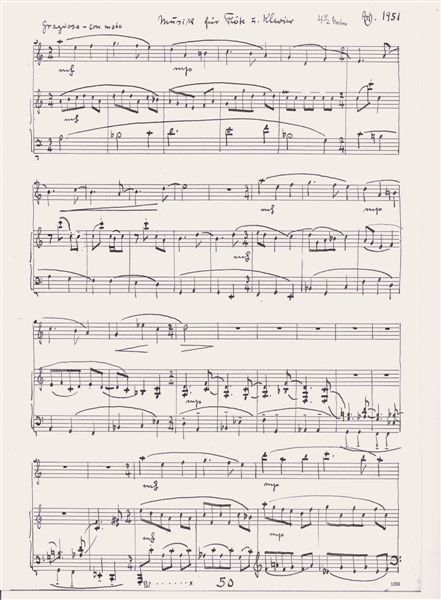
Musik für Flöte und Klavier (1951), S. 1

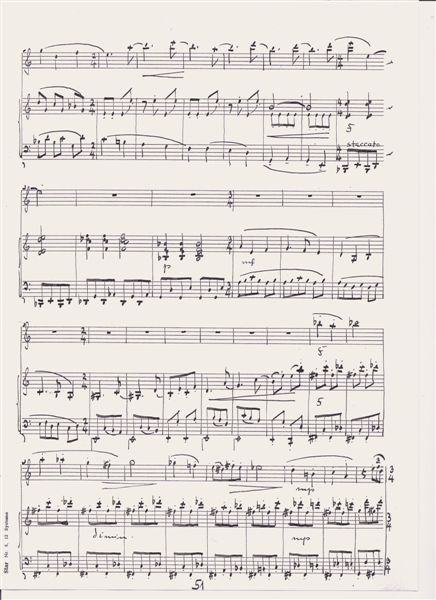
Musik für Flöte und Klavier (1951), S. 2

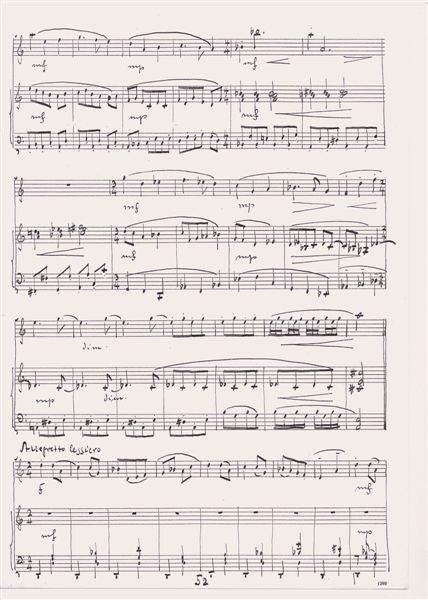
Musik für Flöte und Klavier (1951), S. 3

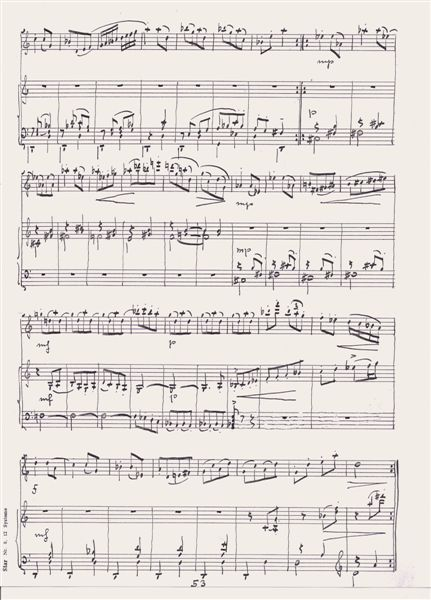
Musik für Flöte und Klavier (1951), S. 4

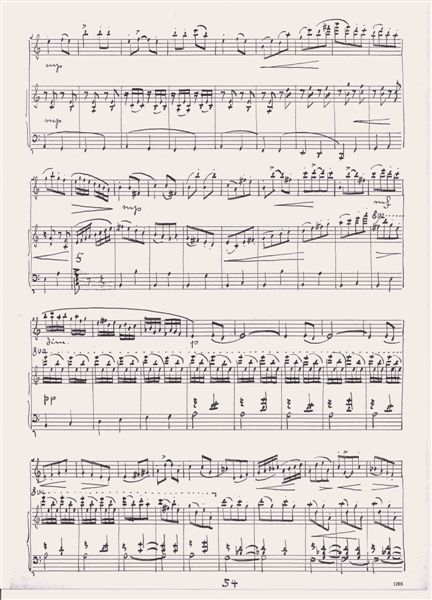
Musik für Flöte und Klavier (1951), S. 5

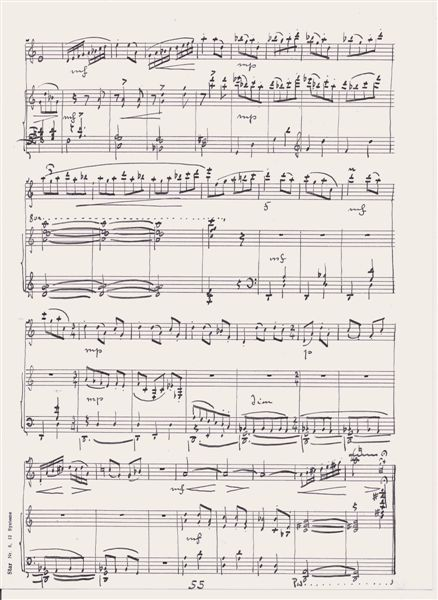
Musik für Flöte und Klavier (1951), S. 6

### Mit Opuszahl
- op. 1: Mein Grünes Liederbuch (Bierbaum, Löns, Greif, Bartels, Storm, Asam) (1921)
- op. 2: Vier Landstreicherlieder (Hermann Hesse) (1921)
- op. 3: Nerballe-Suite für Klavier, op. 3 (1921)
- op. 4: Der Tänzer unserer lieben Frau. Legendenspiel in 2 Akten für Soli, Chor und Orchester (1921)
- op. 5: Vier Lieder nach Sappho und Lenau (1921/22)
- op. 6: Vier Lieder aus Klabundt „Leierkastenmann“ (1921)
- op. 7: Sonate A-Dur für Klavier (1924)
- op. 8: Fünf Klavierstücke zur Erinnerung an die Frankfurter Musikwoche (1923)
- op. 9: Chorfantasie über Hebbels „An die Jünglinge“ für Chor, Klavier und Orchester (1923)
- op. 10: Bagatellen für Klavier (1923)
- op. 11: Vier Eichendorff-Lieder und Liebespsalmen nach Worten von P. Baum (1923)
- op. 12: Orgelvariationen und Fuge über Nebelongs „Den stove hvide Flok vi se“ (1923)
- op. 13: Musik für Flöte und Klavier (1924)
- op. 14: Der Rattenfänger von Hameln. Oper in 3 Akten (Libretto: Ella Huth, geb. Pohlmann) (1922–1924)
- op. 15: Drei Kinderlieder (Weber) (1924)
- op. 16: Kammerkonzert BACH für Klavier und Streicher (1924)
- op. 17: Variationen für 2 Klaviere über einen rumänischen Volkstanz von Bela Bartok (1925)
- op. 18: Himmel und Hölle auf der Landstraße. Musik für kleines Orchester (1925)
- op. 19: Stabat mater für gemischten Chor, kleines Orchester und Orgel (1926)
- op. 20: Messe für a-cappella-Chor (1926)
- op. 21: Drei Sonatinen für Klavier (1930)
- op. 22: Suite für großes Orchester (1926)
- op. 23: Neue liturgische Gesänge (Guardini) (1925)
- op. 24: Ein neuer Liederfrühling. 8 Lieder nach verschiedenen Dichtern (Göst, Storm, Jungnikel, Eichendorff, Lissauer)
- op. 25: Das Galgenmännlein. Musik zu einem Puppentheater (1927)
- op. 26: Episoden. Ein Klavierzyklus (1927)
- op. 27: Drei Märsche für Orchester (1928)
- op. 28: Symphonie Nr. 1 (1928)
- op. 30: Liebe in China. Ein Liederzyklus (1928)
- op. 31a: Der Adventskreis für Solo, Chor und Orgel (1928)
- op. 31b: Die Heilandsklage für Solo, Chor und Orgel (1929)
- op. 32: Die Trommel des Ziska (B. v. Münchhausen). Ballade für Männerchor und Orchester (1929)
- op. 33a: Pfingstkantate für Solo, Chor und Orgel (1929)
- op. 33b: Kantate nach Worten des 44. Psalms für gemischten Chor und Orchester (1930)
- op. 34: Toccata für Orgel (1930)
- op. 35: Drei Lieder nach Worten von B. v. Münchhausen (1929)
- op. 36: Symphonie Nr. 2 (1929)
- op. 37: Kantate „Siehe, wir gehen hinauf gen Jerusalem“ für Tenorsolo, gem. Chor, Orgel und Cembalo (1930)
- op. 38: Kantate „Wie schön leuchtet der Morgenstern“ für Tenorsolo, gem. Chor, Knabenchor, Orchester und Orgel (1930)
- op. 39: 7 Lieder für eine Singstimme und Klavier (Carl Ulmann) (1930)
- op. 40: Die Erlösten. Oratorium in 3 Teilen (1933 beendet)
- op. 41: Der Pfingstkreis (Guardini) für Solo, Chor und Orchester (1931)
- op. 42: Neun Lieder (Storm, Schmidt, Gorsblock) (1931)
- op. 43: 2 Kammerkonzerte für Orgel (1931)
- op. 44: Symphonie Nr. 3 (1932)
- op. 45: Der Totentanz (Goethe) (1932)
- op. 46: Volkslieder und Tänze aus Nordschleswig (1931)
- op. 47: Zwei Landsknechtsschwänke für Männerchor und Orchester (1932)
- op. 48: Kleine Musik für Flöte, Bratsche und Klavier (1931)
- op. 49: Kantate Psalm 146 für Solo, gem. Chor und Orgel (1931)
- op. 50: Choralvorspiele zum neuen Gesangbuch (1932)
- op. 51: Tanzveränderungen für die Schule der Bewegungskunst für Klavier (1932)
- op. 52: „Aus tiefer Not“. Choralvariationen für a-cappella-Chor (1933)
- op. 53: Ein Volksliederspiel für Frauenchor und Klavier (1933)
- op. 54: Ein alter Totentanz für Chor und Instrumente (1934)
- op. 55: Pole Poppenspeler. Musik für Kammerorchester (1934)
- op. 56: Musik zum Hörspiel „Flensburg, das Eckfenster des Deutschen Reiches“ (1934)
- op. 57: Ein Volksliederspiel für Frauenchor, Flöte, Violine und Klavier (1934)
- op. 58: Plattdeutsche Lieder nach verschiedenen Dichtern (1934)
- op. 59: „Die Trommel“. Lieder für 1stmg. Chor und Instrumente (1934)
- op. 60: Widukind. Musik für Soli, Chor und Orchester (1934/1937)
- op. 61: Der Struwwelpeter für eine Singstimme und Klavier (1934)
- op. 62a: Ein Volksliederspiel nach dänischen Balladen für Frauenchor und Instrumente (1934)
- op. 62b: Ein Volksliederspiel nach norwegischen und schwedischen Liedern für Frauenchor und Instrumente (1935)
- op. 63: Lieder nach verschiedenen Dichtern (Klaus Geusen, Th. v. Trotha, Ruth Storm) (1936)
- op. 64: Kleine Adventsmusik über „Der Mond ist aufgegangen“ für Chor, Violine und Orgel (1936)
- op. 65: Es kommt ein Schiff geladen für gem. Chor (1936)
- op. 66: Festlicher Marsch für Orchester (1936)
- op. 67: Orgelmusik „Gestalten des Naumburger Doms“ (1937)
- op. 68: Musik „De Lewwensweg“. Ein niederdeutscher Totentanz von Heinrich Eckmann [Bühnenmusik] (1938)
- op. 69: Arbeiterlied (Lersch). Musik für 4 Einzelstimmen, gem. Chor, Orchester und Orgel (1938)
- op. 70a: Eichendorff-Lieder für Sopran und Streicher (1938)
- op. 70b: „Immensee“. Musik für Baritonsolo, Streicher und Bläser (1938)
- op. 71: Die Briefe der Gefallenen. Feiermusik für Solo, Chor und Orchester (1942)
- op. 72: Der Jahreslauf. Musik für gem. Chor und Instrumente (1941)
- op. 73: Treibjagd in Kraienhagen. Eine lustige Kantate für 2 Solostimmen, Chor und Instrumente (Klaus Witt) (1944)

### Ohne Opuszahl (chronologisch)
1931:
- „Brich an du schönes Morgenlicht“. Kleine Kantate für Solo, Chor, 2 Violinen und Orgel

1943:
- 9 Lobsien-Lieder für mittlere Stimme und Klavier
- „Die Laune des Verliebten“ (Goethe). Schäferspiel für 4 Einzelstimmen und Kammerorchester
- Elf Lieder aus „Die Hafenorgel“ (Hans Leip) für Bariton und Klavier

1944:
- 3 Busch-Lieder für Alt und Klavier (1944)
- „Der Sämann“ (Claudius). Musik für Trauerfeier für 2 stmg. Chor und Orgel

1948:
- 6 Friedrich-Ernst-Peters-Lieder für mittlere Stimme und Klavier
- Choralkantate „Ich ruf zu dir, Herr Jesu Christ“ für Einzelstimme, gem. Chor und Orgel
- „O Mensch, gib acht“ für Solo, Chor und Instrumente (Weinheber)
- Sonnengesang des Francesco d’Assisi für Bariton, Violine und Orgel
- Zwölf Lieder aus Josef Weinhebers Kalenderbuch für Alt und Klavier

1949:
- Immerwährender Liebeskalender (Binding) für mittlere Stimme und Klavier
- Neun Lieder (Ernst Göbel, Graßhoff)

1950:
- Blumenstrauß. 14 Lieder nach Texten von Weinheber für Bariton und Klavier [5 dieser Lieder auch bearbeitet für Klarinette, Violoncello und Klavier]

1951:
- 3 Liebeslieder für hohe Stimme und Klavier
- Da Christus geboren war für Einzelstimme und Tasteninstrument
- Musik für Flöte und Klavier
- Musik [Nr. 1] für Violine und Klavier
- O Lux beata trinitas für Orgel und gem. Chor
- Partita über „Jesu meine Freude“
- Partita über „Wie schön leuchtet der Morgenstern“
- Sonatine Nr. 1 für Violine und Klavier
- Sonatine Nr. 2 für Violine und Klavier
- Sonatine Nr. 1 für Klavier

1952:
- Der Struwwelpeter für Kinderchor und Instrumente
- Hochzeitsmusik für Einzelstimme und Orgel „Komm her, mit Fleiß zu schauen“
- Musik [Nr. 2] für Violine und Klavier
- Sonatine Nr. 2 für Klavier
- Tänzerische Suite für Klavier
- Weihnachtsgeschichte nach Lukas für 2 Chöre

1953:
- 9 Lieder nach Texten aus der Barockzeit
- Das Glückstädter Orgelbuch: Vorspiele, Orgelchoräle u. s. w. durch das Kirchenjahr
- Die Prinzessin auf der Erbse. Ein Tanzspiel für Kammerorchester
- Evangeliensprüche Advent bis Epiphanias
- Veni Creator Spiritus. Musik für Orgel

1954:
- Volksliederspiel für Kinderchor und Instrumente

1955:
- Weihnachtsmusik über Lukas 2 für Sopran und Orgel
- „Wenn die Seele Abschied nimmt“. Kantate für Soli, Chor und Orchester nach Worten aus der altrussischen Liturgie

1958:
- Die Zwillinge (Plautus). Oper in 5 Akten

1960:
- Meine dunklen Hände für Bariton und Klavier (Fenton Johnson, Arna Bontempos, Jean Toomer)

1961:
- Wir zünden das Licht (August Vogl) für mittlere Stimme und Klavier

1963:
- „Der verwandelte Bräutigam“ (Holberg) in deutscher und dänischer Sprache. Singspiel für 5 Frauenstimmen und Kammerorchester

1965:
- Die Schöpfung. Oratorium für Solo, gem. Chor und Orchester (James Weldon Johnson)
- „Fiedellieder“ für gem. Chor und Klavier zu vier Händen

1966:
- „De Lebensweg“. En nedderdütsch Dodendanz von Heinrich Eckmann. Neufassung der Bühnenmusik

1969:
- Sechs Lieder aus dem Ungarischen (Béla Bartók), bearbeitet für Frauenchor und Instrumente

1970:
- „Die dreizehn Monate“ (Erich Kästner) für Sprecher, gemischten Chor und Klavier
- Neue Choralvorspiele für Orgel
- Psalm-Motetten für gemischten Chor a cappella

## Auszeichnungen und Ehrungen
- Musikpreis der Provinz Schleswig-Holstein (1943)
- Druckausgabe des liturgischen Gottesdienstes Der Adventskreis durch die ev.-luth. Landeskirche Schleswig-Holsteins aus Anlass des 70. Geburtstages des Komponisten (1962)
- Ehrengabe des Landes Schleswig-Holstein (1967)
- Ehrenteller des Kreises Steinburg (1967)
- Ehrenteller der Stadt Glückstadt (1967)
- Ehrenteller der Gemeinde Münsterdorf (1967)
- In Glückstadt wurde der Alfred-Huth-Weg nach dem Komponisten benannt.